# Seznam jezer v Rusku
Ruská jezera (rusky jezero – озеро). Tabulka je seřazena podle rozlohy vodní plochy bez ostrovů a obsahuje přírodní jezera v Rusku s plochou přes 200 km² (bez ruských přehrad).

## Větší než 200 km²
| jezero              | rozloha (km²) | hloubka (m) | poloha (m n. m.) | administrativní jednotky Ruska                           | odtok (povodí)            |
| ------------------- | ------------- | ----------- | ---------------- | -------------------------------------------------------- | ------------------------- |
| Kaspické moře       | 371000        | 1025        | -28              | Dagestán, Kalmycko, Astrachaňská oblast                  | bezodtoké jezero          |
| Bajkal              | 31500         | 1637        | 456              | Burjatsko, Irkutská oblast                               | Angara (Jenisej)          |
| Ladožské jezero     | 17703         | 225         | 4                | Republika Karélie, Leningradská oblast                   | Něva                      |
| Oněžské jezero      | 9616          | 124         | 32               | Republika Karélie, Leningradská oblast, Vologdská oblast | Svir (Něva)               |
| Tajmyrské jezero    | 4560          | 26          | 6                | Krasnojarský kraj                                        | Dolní Tajmyra             |
| Chanka              | 4190          | 10          | 68               | Přímořský kraj                                           | Sungača (Amur)            |
| Čudské jezero       | 3555          | 15          | 30               | Pskovská oblast                                          | Narva                     |
| Uvs-nur             | 3350          | 15          | 753              | Tuva                                                     | bezodtoké jezero          |
| Čany                | 1990          | 12          | 105              | Novosibirská oblast                                      | bezodtoké jezero          |
| Bílé jezero         | 1290          | 20          | 113              | Vologdská oblast                                         | Šeksna (Volha)            |
| Topozero            | 986           | 56          | 110              | Republika Karélie                                        | Kuma (Kovda)              |
| Ilmeň               | 982           | 10          | 18               | Novgorodská oblast                                       | Volchov (Něva)            |
| Chantajské jezero   | 822           | 420         | 73               | Krasnojarský kraj                                        | Chantajka (Jenisej)       |
| Segozero            | 815           | 103         | 120              | Republika Karélie                                        | Segeža (Dolní Vyg)        |
| Imandra             | 812           | 67          | 128              | Murmanská oblast                                         | Niva                      |
| Pjasino             | 735           | 10          | 28               | Krasnojarský kraj                                        | Pjasina                   |
| Kulundské jezero    | 728           | 4           | 98               | Altajský kraj                                            | bezodtoké jezero          |
| Pjaozero            | 659           | 49          | 110              | Republika Karélie                                        | Kuma (Kovda)              |
| Vygozero            | 560           | 24          | 89               | Republika Karélie                                        | Dolní Vyg                 |
| Něrpičje            | 552           | ?           | ?                | Kamčatská oblast                                         | Ozjornaja (Kamčatka)      |
| Labaz               | 470           | ?           | ?                | Krasnojarský kraj                                        | Boganida (Chatanga)       |
| Červené jezero      | 458           | ?           | ?                | Magadanská oblast                                        | průtok k Anadyru          |
| Keta                | 452           | ?           | 93               | Krasnojarský kraj                                        | Rybnaja (Pjasina)         |
| Ubinskoje           | 440           | 4           | ?                | Novosibirská oblast                                      | Ubinka (Ob)               |
| Pekulnějské jezero  | 435           | ?           | ?                | Magadanská oblast                                        | Majna                     |
| Umbozero            | 422           | 115         | ?                | Murmanská oblast                                         | Umba                      |
| Vože                | 416           | 4           | ?                | Vologdská oblast                                         | Sviď (Oněga)              |
| Kubenské jezero     | 407           | 13          | 109              | Vologdská oblast                                         | Suchona (Severní Dvina)   |
| Čukčagirské jezero  | 366           | 6           | ?                | Chabarovský kraj                                         | Oldžikan (Amur)           |
| Manyč-Gudilo        | 344           | 1           | 10               | Kalmycko, Stavropolský kraj, Rostovská oblast            | Západní Manyč (Don)       |
| Boloň               | 338           | 3           | ?                | Chabarovský kraj                                         | průtok k Amuru            |
| Lača                | 334           | 6           | ?                | Archangelská oblast                                      | Oněga                     |
| Udyl                | 330           | 5           | ?                | Chabarovský kraj                                         | Uchta (Amur)              |
| Mogotojevo          | 323           | ?           | ?                | Sacha                                                    | (Východosibiřské moře)    |
| Vodlozero           | 322           | 4           | 136              | Republika Karélie                                        | Vodla (Něva)              |
| Lama                | 318           | 20          | ?                | Krasnojarský kraj                                        | průtok k jezeru Melkoje   |
| Orel                | 314           | 4           | ?                | Chabarovský kraj                                         | průtok k Amuru            |
| Kizi                | 280           | 4           | ?                | Chabarovský kraj                                         | (Amur)                    |
| Melkoje             | 270           | 22          | ?                | Krasnojarský kraj                                        | Norilka (Pjasina)         |
| Kungasalach         | 270           | ?           | 76               | Krasnojarský kraj                                        | Novaja                    |
| Samozero            | 266           | 24          | ?                | Republika Karélie                                        | Sjaňga (Něva)             |
| Střední Kujto       | 257           | ?           | 101              | Republika Karélie                                        | Kem                       |
| Svjatozero          | 255           | 32          | 80               | Republika Karélie                                        | průtok k Saimaa (Něva)    |
| Bustach             | 249           | ?           | ?                | Sacha                                                    | Suruktach                 |
| Sartlan             | 238           | 6           | ?                | Novosibirská oblast                                      | bezodtoké jezero          |
| Jessej              | 238           | ?           | ?                | Krasnojarský kraj                                        | Sikasjan (Chatanga)       |
| Něrpičje            | 237           | ?           | ?                | Sacha                                                    | Nerpičja                  |
| Vivi                | 229           | ?           | ?                | Krasnojarský kraj                                        | Vivi (Jenisej)            |
| Kovdozero           | 224           | 63          | 37               | Murmanská oblast                                         | Kovda                     |
| Kereť               | 223           | 5           | 91               | Republika Karélie                                        | Kereť                     |
| Telecké jezero      | 223           | 325         | 434              | Republika Altaj                                          | Bija, (Ob)                |
| Seliger             | 222           | 24          | 205              | Novgorodská oblast, Tverská oblast                       | Seližarovka, (Volha)      |
| Ňuk                 | 214           | 40          | 134              | Republika Karélie                                        | Rastas a Chjame, (Kem)    |
| Lovozero            | 209           | 35          | ?                | Murmanská oblast                                         | Voroňja                   |
| Velké mořské jezero | 205           | ?           | ?                | Sacha                                                    | Ankavaam, (Velká Čukočja) |
| Kronocké jezero     | 200           | ?           | 372              | Kamčatská oblast                                         | Kronockaja                |
| Janisjarvi          | 200           | 51          | ?                | Republika Karélie                                        | Janisjoki (Něva)          |

## Menší než 200 km²
- Baskunčak
- Baunt
- Beklemiševská jezera
- Botkul
- Burlinské jezero
- Busani
- Busse
- Čebarkul
- Hořké jezero
- Člja
- Čudzjavr
- Čukočje
- Dalža
- Djupkun
- Dolní Kujto
- Doroninské jezero
- Džulukul
- Elgygytgyn
- El
- Elton
- Engozero
- Evoron
- Galičské jezero
- Glubokoje (Pjasina)
- Glubokoje (Vuoksa)
- Golcovo
- Golodnaja guba
- Horní Kujto
- Hořkoslané jezero
- Husí jezero
- Chasan
- Chummi
- Ilirgytgyn
- Irtjaš
- Jenozero (Enozero)
- Kadi
- Kieng kjuel
- Kiranské jezero
- Kokora
- Kolvické jezero
- Kolyvanské jezero
- Kovžské jezero
- Kučuk
- Kurilské jezero
- Lebjažje
- Leksozero
- Leušinský tuman
- Makovskoje
- Malé Čany
- Malé Čukočje
- Malé Jeravné jezero
- Malé Chantajské jezero
- Malé mořské jezero
- Malé topolové jezero
- Medvežje
- Mstino
- Nadudoturku
- Nědželi
- Něro
- Něvskoje
- Ondozero
- Ožogino
- Pavylon
- Peno
- Piltanlor
- Piros
- Pjalozero
- Pleščejevo jezero
- Saltaim
- Sandal
- Sebežské jezero
- Šira
- Tambukanské jezero
- Tandovo
- Tere-chol (Jenisej)
- Tere-chol (Uvs núr)
- Todža
- Tulos
- Turgojak
- Uvildy
- Valdajské jezero
- Velikoje (Rjazaň)
- Velikoje (Tver)
- Velje
- Velké Jeravné jezero
- Velké Toko
- Velké topolové jezero
- Vjalozero
- Volgo
- Vselug